# 圣塞西尔 (索恩-卢瓦尔省)
圣塞西尔（法語：Sainte-Cécile，法語發音：[sɛ̃t sesil]）是法国索恩-卢瓦尔省的一个市镇，属于马孔区。

## 地理
圣塞西尔（46°23'19"N, 4°37'10"E）面积7.26 平方千米，位于法国勃艮第-弗朗什-孔泰大區索恩-卢瓦尔省，该省份为法国中部省份，北起顺时针与科多尔省、汝拉省、安省、罗讷省、卢瓦尔省、阿列省和涅夫勒省接壤。
与圣塞西尔接壤的市镇（或旧市镇、城区）包括：克呂尼、布尔维兰、雅洛尼、索洛尼、格罗讷河畔纳武尔。

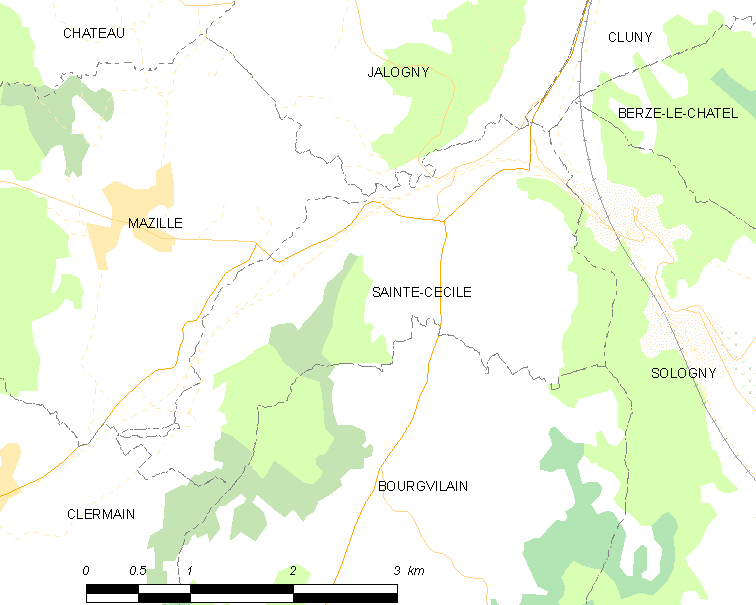
的OSM定位图

圣塞西尔的时区为UTC+01:00、UTC+02:00（夏令时）。

## 行政
圣塞西尔的邮政编码为71250，INSEE市镇编码为71397。

## 政治
圣塞西尔所属的省级选区为克吕尼县。

## 人口

1962-2008年间人口变化图示

圣塞西尔于2022年1月1日时的人口数量为282人。